# Mökkurkalfi
Mökkurkalfi ('Mistkalf') is een figuur uit de Noorse mythologie. Hij was een van leem gemaakte reus, een soort golem van negen mijlen hoog, die de Jötun gemaakt hadden om hun kampioen Hrungnir bij te staan in de strijd tegen Thor. Zijn vermogens waren hiertoe echter volkomen ontoereikend. De reuzen hadden de grootste moeite gedaan om een hart te vinden dat hem in afmetingen voldeed, maar het merrie-hart dat ze uiteindelijk in hem plaatsten was natuurlijk veel te klein "en doolde in hem rond als een muis in een hooiberg".
Toen het dan op een strijd met Thor aankwam, deed de leemreus het volgens het verhaal van angst in zijn broek, en hij werd verslagen door Thialfi, Thors schildknaap.
Het is onbekend of de uitdrukking "een reus met een klein hartje" van dit verhaal afkomstig is.